# Kaituozhe 1
Die Kaituozhe 1 (chinesisch 開拓者一號 / 开拓者一号, Pinyin Kāituòzhě Yīhào, kurz KT-1, chinesisch für Entdecker 1, auch SLV-1) war eine chinesische Trägerrakete. Den Namen  Kaituozhe 1 erhielt das Projekt offiziell am 7. November 2000. Der Entwurf wurde im 16. November 2000 bestätigt. Es gab zwei bis drei Starts dieser Trägerrakete, von denen keiner erfolgreich war.
Erst mit dem Nachfolgemodell Kaituozhe 2 gelang am 2. März 2017 ein erfolgreicher Flug.

## Hersteller und Betreiber
Bereits seit Anfang der 1990er Jahre hatte man bei der damaligen Dachgesellschaft für Raumfahrtindustrie über die Entwicklung einer kommerziellen Feststoff-Trägerrakete auf der Basis der Mittelstreckenraketen Julang 1 und Dongfeng 21 diskutiert. Diese Pläne fanden jedoch bei der chinesischen Führung keine Unterstützung. Schließlich gründete die China Aerospace Machinery and Electronics Corporation (seit Juli 2001 „China Aerospace Science and Industry Corporation“ bzw. CASIC), die am 1. Juli 1999 aus der Dachgesellschaft für Raumfahrtindustrie hervorgegangen war, am 29. April 2000 aus eigenen Mitteln die Raumfahrt-Feststoffträgerraketen GmbH (航天固体运载火箭有限公司 bzw. Space Solid Fuel Rocket Carrier Co. Ltd., kurz SSRC).
Hierbei handelte es sich um ein Konsortium aus vier Tochterfirmen des Konzerns:
- China Space Sanjiang Group Corporation, Wuhan[3]
- Akademie für Verteidigungstechnologie, Peking
- Chinesischen Akademie für Antriebstechnologie bzw. „Sechste Akademie“, Hohhot[4]
- Aerosun, Nanjing[5]

Bei der Gründung der GmbH war die China Aerospace Machinery and Electronics Corporation, also der Mutterkonzern obenstehender Firmen, alleinige Gesellschafterin.
Die Machinery and Electronics Corporation war ein Unternehmen im alleinigen Staatsbesitz (seit 2003 „Zentral Verwaltetes Unternehmen“). Das heißt, sie unterstand, ebenso wie die von ihr im Mai 2000 gegründete Tochtergesellschaft SSRC, über die Kommission zur Kontrolle und Verwaltung von Staatsvermögen dem Staatsrat der Volksrepublik China. Die SSRC war eine sogenannte „GmbH im Staatsbesitz“ (国有独资公司).
Gesetzlicher Vertreter der neugegründeten GmbH mit Sitz im Pekinger Stadtbezirk Haidian – im Gebäudekomplex der China Aerospace Machinery and Electronics Corporation, Fuchengstr. 8 – war Yin Xingliang (殷兴良, 1953–2010), stellvertretender Generaldirektor der Aerospace Machinery and Electronics und Vorstandsvorsitzender der Harbin Fenghua Aerospace HiTech AG (哈尔滨航天风华科技股份有限公司), die am 27. Januar 1999 von der damaligen Dachgesellschaft für Raumfahrtindustrie zusammen mit sechs weiteren Firmen gegründet worden war. Am 24. November 2000 vereinbarte die Fenghua Aerospace mit der Aerospace Machinery and Electronics Corporation eine Beteiligung an letzterer Firma, die durch einen Tausch von Tochterfirmen vollzogen werden sollte. Dies wurde am 30. Dezember 2000 von der Aktionärsversammlung der Fenghua gebilligt.
Es war geplant, dass die Raumfahrt-Feststoffträgerraketen GmbH eine leichte Rakete auf Grundlage der Interkontinentalrakete Dongfeng 31 (DF-31) entwickeln sollte,
die kleine Satelliten von bis zu 100 kg Masse in eine polare Umlaufbahn und bis zu 300 kg in eine erdnahe Umlaufbahn befördern konnte.
Da sämtliche vier Stufen mit Feststofftriebwerken arbeiteten, die alle von der Sechsten Akademie entwickelt wurden,
entfielen aufwändige Betankungsanlagen an der Startrampe. Nichtsdestotrotz reichte das ursprüngliche Stammkapital der GmbH bei weitem nicht aus. Im Dezember 2000 fand eine Kapitalerhöhung statt, bei der die China Aerospace Machinery and Electronics Corporation weiteres Geld in die GmbH einbrachte, während ihre Tochterfirmen geistiges Eigentum beitrugen. Damit stieg  das Stammkapital der GmbH auf 101.540.000 Yuan und die Sanjiang Group etc. waren nun auch formal als Gesellschafter an der SSRC beteiligt.
Anders als ihre Schwesterfirma China Aerospace Science and Technology Corporation, deren Changzheng-Raketen seit 1986 aus dem Programm 863 gefördert wurden, erhielt die CASIC keinerlei staatliche Unterstützung für ihr Projekt.
Bei den an der Raumfahrt-Feststoffträgerraketen GmbH beteiligten Firmen handelte es sich durchwegs um alteingesessene Staatsbetriebe – die Aerosun wurde 1865 als Jinling Maschinenbaubüro (金陵机器制造局) gegründet – die über die Julang 1 oder die Dongfeng 11 über jahrzehntelange Erfahrung beim Bau von großen Feststoffraketen verfügten.
Neben den Raumfahrtaktivitäten tätigte die Feststoffträgerraketen GmbH auch zumindest eine branchenfremde Investition: Am 6. Juli 2000, also sechs Wochen nach ihrer Gründung, verwendete sie zwei Millionen Yuan, um die Pekinger Yinrongtong Technologieinvestitionsberatung (北京银融通科技投资顾问有限公司) zu gründen, eine GmbH mit Chen Jun (陈军), dem Geschäftsführer der Feststoffträgerraketen GmbH, als gesetzlichem Vertreter, daneben noch vier Angestellten und dem erklärten Unternehmensziel, Computer, Bürobedarf und ähnliche Dinge zu entwickeln und zu verkaufen.
Am 27. September 2003, keine zwei Wochen nach dem fehlgeschlagenen Startversuch am 16. September (siehe unten), wurden von der Feststoffträgerraketen GmbH außerdem 50 Millionen Yuan verwendet, um die CASIC Trägerraketenstartsystemtechnologie GmbH (航天科工运载火箭发射系统技术有限公司) zu gründen,
erneut mit Chen Jun als Geschäftsführer, dazu noch sechs weiteren Angestellten. Etwa drei Monate später, am 12. Dezember 2003, wurden 35,13 Millionen Yuan aus dem Stammkapital der neugegründeten Firma durch Naturalien und nicht patentierte Technologie ersetzt.
Dies war mit 70,26 % schon etwas über der im Kapitalgesellschaftsgesetz der Volksrepublik China vorgesehenen Grenze von 70 %.

## Einsätze
Ein erster Startversuch fand am 15. September 2002 vom Kosmodrom Taiyuan aus statt. Nutzlast war der 36 kg schwere Technologieerprobungssatellit
Kaituo-1 PS-1 (清华大学开拓一号皮卫星01星) der Tsinghua-Universität, an dessen Entwicklung auch die CASIC beteiligt gewesen war.[Anm. 2]
Auch für den zweiten Start der Rakete konnte die Firma keinen kommerziellen Kunden gewinnen. Stattdessen sollte wieder ein an der Tsinghua-Universität gebauter Kleinsatellit, der 33,5 kg schwere Kaituo-1 PS-2 (清华大学开拓一号皮卫星02星)
in eine polare Umlaufbahn von 300 km Höhe befördert werden. Hierzu schlossen zwei Tochterunternehmen der CASIC – die Harbin Fenghua Aerospace HiTech AG und die Raumfahrt-Feststoffträgerraketen GmbH – untereinander einen Vertrag ab, diesmal über 48,5 Millionen Yuan, die in drei Tranchen an die Raumfahrt-Feststoffträgerraketen GmbH überwiesen werden sollten: 12 Millionen vor dem Start, 28 Millionen innerhalb von drei Monaten nach einem erfolgreichen Start und 8,5 Millionen innerhalb von sechs Monaten nachdem der Satellit den korrekten Orbit erreicht hatte. Sowohl Yin Xingliang als auch Chen Jun, also der Vorstandsvorsitzende und der Geschäftsführer der Feststoffträgerraketen GmbH, saßen im Vorstand der Harbin Fenghua.
Der Startversuch erfolgte am 16. September 2003, ebenfalls in Taiyuan. Dieses Mal versagte die vierte Stufe, so dass der Satellit, der anders als sein Vorgänger nicht Solarzellen aus Silicium, sondern aus Galliumarsenid verwendete, nicht in die Umlaufbahn gebracht werden konnte.
Von der CASIC Satellite wurde ab Juli 2004 ein dritter Satellit gebaut – Kaituo-1 PS-3 bzw. 清华大学开拓一号皮卫星03星 – der im September jenes Jahres fertiggestellt war. Es gibt Hinweise darauf, dass dieser bei einem weiteren fehlgeschlagenen Start der Kaituozhe 1 am 9. Juni 2005 verloren gegangen sein könnte.

## Startliste
| Datum              | Startplatz | Nutzlast      | Art der Nutzlast              | Anmerkungen            |
| ------------------ | ---------- | ------------- | ----------------------------- | ---------------------- |
| 15. September 2002 | Taiyuan    | Kaituo-1 PS-1 | Technologieerprobungssatellit | Fehlschlag             |
| 16. September 2003 | Taiyuan    | Kaituo-1 PS-2 | Technologieerprobungssatellit | Fehlschlag             |
| 9. Juni 2005?      | Taiyuan    | Kaituo-1 PS-3 |                               | Fehlschlag unbestätigt |